# 8525 Нільсейбел
8525 Нільсейбел (8525 Nielsabel) — астероїд головного поясу, відкритий 2 вересня 1992 року.
Тіссеранів параметр щодо Юпітера — 3,502.